# Ferdinand Joseph von Plettenberg
Ferdinand Joseph Anton Maria Reichsgraf von Plettenberg (* 19. Januar 1729 in Münster; † 10. März 1777 in Hunnesrück) war Domherr in Münster, Paderborn und Hildesheim sowie Amtsdroste in Hunnesrück.

## Leben
Als Sohn des Friedrich Bernhard Wilhelm von Plettenberg (1695–1730) und seiner Gemahlin Agnes Sophia von Westerholt zu Lembeck (1696–1768) wuchs Ferdinand Joseph zusammen mit seinen Geschwistern, darunter Joseph Clemens (1721–1786, Erbkämmerer und Amtsdroste) und Clemens August (1724–1778, Domherr) in einer der ältesten und bedeutendsten Adelsfamilien Westfalens auf.
Nach einem Biennium in Rom erhielt er im Jahre 1752 durch den Turnar eine Dompräbende im Dom zu Münster, auf die er im Jahre 1772 wegen Überschuldung gegen eine angemessene Geldzahlung verzichten musste. Durch Zuspruch Papst Benedikt XIV. am 21. Februar 1754 erhielt er 1756 eine Dompräbende im Paderborner Dom. Ferdinand Josef wurde am 25. Mai 1760 zum Priester geweiht. 1762 erhielt er im Hildesheimer Dom eine Präbende und wurde hier am 1. Januar 1764 Geheimer Rat. Mit dem Amt des Drosten in Hunnesrück wurde er am 17. März 1766 betraut. Ein knappes Jahr vor seinem Tod übernahm er das Amt des Domküsters in Paderborn.